# Episodi de I Griffin (ventunesima stagione)
La ventunesima stagione della serie animata I Griffin è stata trasmessa negli Stati Uniti, da Fox, dal 25 settembre 2022 al 7 maggio 2023.
In Italia, la stagione è stata trasmessa su Italia 1 dal 13 luglio al 4 agosto 2023 alle 14:50, saltando momentaneamente gli episodi 3, 4 e 20. Questi 3 episodi sono poi stati pubblicati su Disney+ il 15 maggio 2024. Gli episodi 3 e 4 sono poi stati trasmessi in 1ª TV su Italia 1 il 13 settembre dello stesso anno alle ore 00:50.
L'episodio Storie d'amore e dintorni è il 400º della serie.
| nº | Codice di produzione | Titolo originale           | Titolo italiano                        | Prima TV USA      | Prima TV Italia                                       |
| -- | -------------------- | -------------------------- | -------------------------------------- | ----------------- | ----------------------------------------------------- |
| 1  | LACX18               | Oscars Guy                 | Tipo da Oscar                          | 25 settembre 2022 | 13 luglio 2023                                        |
| 2  | LACX19               | Bend or Blockbuster        | Serata Blockbuster!                    | 2 ottobre 2022    | 14 luglio 2023                                        |
| 3  | LACX20               | A Wife-Changing Experience | Un'esperienza che cambia... la moglie! | 9 ottobre 2022    | 15 maggio 2024 (Disney+) 13 settembre 2024 (Italia 1) |
| 4  | MACX05               | The Munchurian Candidate   | La casetta sull'albero                 | 16 ottobre 2022   | 15 maggio 2024 (Disney+) 13 settembre 2024 (Italia 1) |
| 5  | MACX06               | Unzipped Code              | Codice decompresso                     | 23 ottobre 2022   | 17 luglio 2023                                        |
| 6  | MACX03               | Happy Holo-ween            | Ologramma-mania?                       | 30 ottobre 2022   | 18 luglio 2023                                        |
| 7  | MACX07               | The Stewaway               | Il potere del like!                    | 13 novembre 2022  | 19 luglio 2023                                        |
| 8  | MACX01               | Get Stewie                 | Prendete Stewie!                       | 20 novembre 2022  | 20 luglio 2023                                        |
| 9  | MACX04               | Carny Knowledge            | Relazioni pericolose                   | 4 dicembre 2022   | 21 luglio 2023                                        |
| 10 | MACX08               | The Candidate              | Il candidato                           | 11 dicembre 2022  | 24 luglio 2023                                        |
| 11 | MACX02               | Love Story Guy             | Storie d'amore e dintorni              | 8 gennaio 2023    | 25 luglio 2023                                        |
| 12 | MACX10               | Old West                   | Old West                               | 19 febbraio 2023  | 26 luglio 2023                                        |
| 13 | MACX11               | Single White Dad           | Papà bianco single                     | 26 febbraio 2023  | 27 luglio 2023                                        |
| 14 | MACX09               | White Meg Can't Jump       | Meg bianca non sa saltare              | 5 marzo 2023      | 28 luglio 2023                                        |
| 15 | MACX13               | Adoptation                 | Adozione d'affari                      | 12 marzo 2023     | 31 luglio 2023                                        |
| 16 | MACX12               | The Bird Reich             | L'impero dei pennuti                   | 16 aprile 2023    | 1º agosto 2023                                        |
| 17 | MACX14               | A Bottle Episode           | L'episodio del flacone                 | 16 aprile 2023    | 2 agosto 2023                                         |
| 18 | MACX15               | Vat Man and Rob 'Em        | Per un mucchio di dollari!             | 23 aprile 2023    | 3 agosto 2023                                         |
| 19 | MACX16               | From Russia with love      | Dalla Russia con amore                 | 30 aprile 2023    | 4 agosto 2023                                         |
| 20 | MACX17               | Adult Education            | Formazione per adulti                  | 7 maggio 2023     | 15 maggio 2024 (Disney+)                              |